# Konstantin von Neurath
Konstantin von Neurath (născut Konstantin Hermann Karl von Neurath; n. 2 februarie 1873, Kleinglattbach⁠(d), Baden-Württemberg, Germania – d. 14 august 1956, Enzweihingen⁠(d), Republica Federală Germania, Germania) a fost un om politic german de orientare nazistă. Von Neurath a deținut funcția de ministru de externe al Germaniei în perioada 1932-1938, dar a fost înlocuit de Adolf Hitler din cauza atitudinii sale față de anexările teritoriale ale Germaniei naziste. La procesele de la Nürnberg von Neurath a fost condamnat la 15 ani de închisoare, dar a fost eliberat în 1954.